# XDR DRAM
eXtreme Data Rate Dynamic Random Access Memory，又称XDR DRAM，是一种由 Rambus 公司开发的高带宽内存。它被设计用于需要高内存带宽的高性能计算和图形应用。

## 技术规格
XDR DRAM 以高达 7.2 GHz 的时钟速度运行，峰值带宽高达 28.8 GB/s。 它基于 DDR SDRAM（双倍数据速率同步动态随机存取存储器）标准的修改版本，具有几个关键差异。 
其中一个主要区别是 XDR DRAM 使用差分信号方案，与 DDR SDRAM 中使用的传统单端信号相比，它允许更高的速度和更好的抗噪性。 XDR DRAM 还具有更复杂的命令和控制接口，可以更有效地利用可用带宽。

## 实际应用
XDR DRAM 已用于许多高性能计算和图形应用程序，包括 PlayStation 3 和 Xbox 360。但是，它在很大程度上已被更新的内存技术所取代，例如 GDDR（图形双倍数据速率）和 HBM（高带宽内存）。